# Allée de la Reine-Marguerite
L'allée de la Reine-Marguerite est une voie située dans le 16e arrondissement de Paris, en France.

## Situation et accès
Elle se trouve dans le bois de Boulogne.

## Historique
Le 16 juillet 1965 à 8 h 10, alors que le playboy Porfirio Rubirosa se dirigeait vers Paris venant de Boulogne-Billancourt, sa Ferrari heurte l'arrière gauche d'un véhicule se trouvant à l'arrêt, allée de la Reine-Marguerite. Il perd alors le contrôle de son véhicule qui se jette sur un arbre. En l’absence de ceinture de sécurité pour le retenir, sa poitrine est défoncée par le volant, causant sa mort.

## Bâtiments remarquables et lieux de mémoire
- Porte de Madrid
- Château de Bagatelle